# Perissocentrus striatulus
Perissocentrus striatulus är en stekelart som beskrevs av Grissell 1992. Perissocentrus striatulus ingår i släktet Perissocentrus och familjen gallglanssteklar.
Artens utbredningsområde är:
- Colombia.
- Ecuador.

Inga underarter finns listade i Catalogue of Life.